# Annet (Scilly-Inseln)
Annet ist eine der 134 unbewohnten Scilly-Inseln in Großbritannien. Sie liegt ca. 45 km vom Land’s End entfernt. Auf Annet befinden sich große Brutkolonien von Alkenvögeln, wie den Papageitauchern, die in den unzähligen Felsvorsprüngen ihre Nester bauen. 
Touristen haben die Möglichkeit mit einem Ausflugsboot, von Hugh Town abfahrend, die 0,21 km² große Insel zu umfahren und die Vögel zu beobachten.